# Augusta Raurica

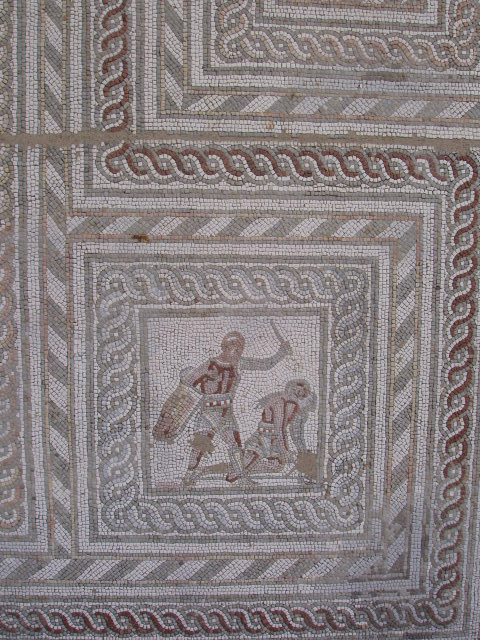
Mosaico

Augusta Raurica è un grande sito archeologico romano in Svizzera, nel semicantone di Basilea Campagna. Situato a circa 20 km ad est di Basilea, corrisponde alla moderna Augst. È la più antica colonia romana sul Reno di cui si abbia notizia.

## Storia
Augusta Raurica venne fondata attorno al 44 a.C. dal luogotenente di Giulio Cesare, Lucio Munazio Planco, in un'area occupata da una locale tribù gallica, i Raurici. Durante i primi due secoli dopo Cristo fu un luogo prosperoso e, nei suoi giorni di maggior gloria, era capitale della locale provincia romana. Potrebbe aver raggiunto una popolazione di ventimila abitanti. Gli Alemanni (o un terremoto) distrussero la città attorno al 260. Durante il tardo impero, essa perse la sua importanza a favore della vicina Basilea e gli abitanti superstiti si posero sotto la protezione del vicino Castrum Rauracense, un grande castello romano sito nella vicina Kaiseraugst e posto a difesa del Limes tardoimperiale.
Durante il medioevo, molte delle pietre dei sito vennero riciclate in nuove costruzioni. Gli scavi archeologici hanno dissotterrato templi, taverne, edifici pubblici, un Foro, un complesso di bagni e il più grande teatro romano a nord delle Alpi con diecimila posti, recentemente restaurato.
Il sito è una popolare destinazione turistica e comprende un piccolo museo. Esso ospita i principali reperti provenienti da Augusta Raurica, che raccontano la storia della città. Nelle sue vicinanze si trovano altre sale espositive e oltre venti punti di osservazione a cielo aperto. Il più importante pezzo in esposizione è il tesoro di argenteria di Kaiseraugst, così chiamato dal vicino villaggio argoviese dove fu ritrovato.

## Eventi
Ogni anno, nell'ultimo fine settimana di agosto, il sito ospita un importante festival dedicato alla civiltà romana.